# The Mill Girl (film, 1907)
The Mill Girl je americký němý film z roku 1907. Film měl premiéru 28. září 1907.

## Děj
Dívka, která pracuje v textilní továrně, je obtěžována svým šéfem. Toho si všimne její přítel, který srazí šéfa dolů. Jako odplatu si šéf najme dva násilníky, aby ho zbili, ale on je přelstí. Šéf ho proto vyhodí. Když si šéf znovu vynucuje svou pozornost na dívce, v továrně vypukne požár.